# Čtyři svatby a jeden pohřeb
Čtyři svatby a jeden pohřeb (v anglickém originále Four Weddings and a Funeral) je britský film z roku 1994, jeden z podstatných milníků vývoje žánru romantické komedie. V hlavních rolích se představili Hugh Grant a Andie MacDowellová. Scenáristou byl Richard Curtis (pro něj to byla první romantická komedie v řadě veleúspěšných: Notting Hill, Láska nebeská, Deník Bridget Jonesové, z nichž většina byla od úspěchu tohoto snímku psána Hughu Grantovi na tělo), režisérem Mike Newell. Film se rychle stal komerčně nejúspěšnějším britským snímkem všech dob, vydělal 245 milionu amerických dolarů. Získal čtyři ceny BAFTA (nejlepší film, nejlepší režie, nejlepší herec v hlavní roli – Hugh Grant – a nejlepší herečka ve vedlejší roli – Kristin Scott Thomasová za roli Fiony). Film byl též nominován na Oscara v kategorii nejlepší film, avšak sošku nezískal (toho roku zvítězil Forrest Gump).
Scenárista Curtis se znovu setkal s režisérem Newellem a obsazením filmu při natočení krátkometrážního videa nazvaného One Day Red Nose Day and a Wedding, který byl ve Spojeném království vysílán dne 15. března 2019.

## Obsazení
| Hugh Grant           | Charles               |
| Andie MacDowell      | Carrie                |
| James Fleet          | Tom                   |
| Simon Callow         | Gareth                |
| John Hannah          | Matthew               |
| Kristin Scott Thomas | Fiona                 |
| David Bower          | David                 |
| Charlotte Coleman    | Scarlett              |
| Timothy Walker       | Angus                 |
| Sara Crowe           | Laura                 |
| Rowan Atkinson       | otec Gerald           |
| David Haig           | Bernard               |
| Sophie Thompson      | Lydia                 |
| Corin Redgrave       | Sir Hamish Banks      |
| Anna Chancellor      | Henrietta             |
| Duncan Kenworthy     | Matthewův nový přítel |

## Televizní seriály a filmy

### Film
V roce 1998 byl v USA natočena kriminální komedie Šest pohřbů a jedna svatba, která volně parafrázuje původní název tohoto snímku.
Dne 5. prosince 2018 bylo oznámeno, že Richard Curtis napsal scénář ke krátkometrážnímu filmu One Red Nose Day and a Wedding k 25. výročí filmu. Režisér původního filmu Mike Newell skeč zrežíroval. Do projektu se navrátilo i obsazení: Hugh Grant, Andie MacDowell, Kristin Scott Thomas, John Hannah, Rowan Atkinson, James Fleet, David Haig, Sophie Thompson, David Bower, Robin McCaffrey, Anna Chancellor, Rupert Vansittart, Simon Kunz, Sara Crowe a Timothy Walker. Film se natáčel 13.–14. prosince 2018 v kostele St James' Church v Londýně. Čtrnáctiminutový film byl vysílán ve Spojeném království během charitativní akce Red Nose Day (Den červeného nosu) dne 23. května 2019. Ve filmu se odehrává svatba mezi dcerou Charlese a Carrie a dcerou Fiony. K filmu se tak připojily Alicia Vikander a Lily James.

### Televizní seriál
V říjnu 2018 byla oznámena produkce stejnojmenného seriálu, ve kterém si hlavní role zahrají Nathalie Emmanuel, Brandon Mychal Smith, Jessica Williams, Nikesh Patel, Zoe Boyle, Rebecca Rittenhouse a John Reynolds. Seriál je od roku 2019 vysílán na Hulu.